# Cryptanura similis
Cryptanura similis är en stekelart som först beskrevs av Szepligeti 1916.  Cryptanura similis ingår i släktet Cryptanura och familjen brokparasitsteklar. Inga underarter finns listade i Catalogue of Life.